# Мэлон умирает
«Мэло́н умира́ет» (тж. Малон умирает, фр. Malone meurt, англ. Malone Dies) — роман ирландского писателя Сэмюэла Беккета. Написан Беккетом на французском языке, а впоследствии переведён им же в сотрудничестве с другим переводчиком на английский. Составляет наряду с романами «Моллой» и «Безымянный» единую трилогию, считающуюся одной из вершин прозаического творчества писателя.
Во втором томе трилогии Беккет предлагает сделать ещё один шаг в знакомстве с упадком человека — некоего человека, которого теперь зовут не Моллой, а Мэлон. Связь между ними не вполне ясна, на неё есть лишь намёки. На дне, которого они достигли, имя не имеет значения, как утверждают сами персонажи.

## Сюжет
Роман написан от лица Мэлона, прикованного к постели, зависимого от посторонней неизвестной помощи, время от времени незаметно оказываемой ему. Мэлон ожидает конца, внося в свою тетрадь мысли, которые он считает достаточно рассудительными, чтобы быть записанными.
Эти обрывки ожидания (или жизни) представляют собой чередование нескольких тем, о которых размышляет Мэлон. Это мысли, занесённые в тетрадь, которые касаются в основном его физического и психологического состояния. Это разговор с потенциальным читателем, которому он описывает своё окружение, своё желание не упустить момент своего ухода, приближение которого он планирует ощущать по мере изложения трёх историй: о мужчине, о женщине и о камне или неодушевлённом предмете, — которые будет придумывать на ходу.
Чтобы занять время, Мэлон описывает читателю жизнь паренька Сапо с родителями и у Ламберов, которых он регулярно посещает. Затем он переключается на Макмана, старика, чей возраст точно не известен, который значительную часть рассказа проводит в приюте святого Иоанна Божьего, где живёт на полном пансионе. Рассказы о женщине и о камне не представлены явно, о них Мэлон фактически забыл, как и не довёл до конца список вещей, которые ему принадлежат.
Но у моих записок любопытная особенность, наконец я это понял, они уничтожают всё, что якобы фиксируют.

## Стиль и интерпретации
Проблематика всех этих рассказов та же, что и в «Моллое» (жизнь, смерть, абсурдность человеческого предназначения, несоответствие миру и т. д.), стиль также по-прежнему специфичен, синтаксис упрощён, с неожиданными обрывами строк, повторяющимися воспоминаниями Мэлона, прерывающими его рассказы, которые и так наполнены его репликами («дальше», «теперь отдых» и т. д.).

## Критика
Роман был включён в список 100 лучших книг всех времён по версии Норвежского книжного клуба, который для составления списка провёл опрос 100 писателей по всему миру.